# Герб Колумбии
Герб Колумбии принят 9 мая 1834 года и претерпел незначительные изменения в 1924.
Щит герба поделён на три части. В нижней части изображены два корабля, которые напоминают о морском значении Колумбии (Панамский перешеек принадлежал Колумбии до 1903 года) и о двух океанах в которые Колумбия имеет выход (Тихий и Атлантический). В средней части на платиновом фоне изображён фригийский колпак — символ свободы и стремления к достижению высоких идеалов. В верхней части изображён плод граната на лазурном фоне, что напоминает о Новой Гранаде, большом вице-королевстве, существовавшем ранее на территории Колумбии. По обе стороны граната находятся рога изобилия, означающие природные богатства страны. Над щитом находится большой кондор, держащий в клюве лавровый венок, а в лапах — ленту с девизом Libertad y Orden (Свобода и Порядок). По обе стороны герба размещено по два государственных флага Колумбии.

## Критика герба
Некоторые критики убеждены что герб Колумбии устарел и является полным анахронизмов. В доказательство они приводят следующие доводы:
- Кондор, изображенный на гербе является вымирающим видом, и в стране найдется едва ли 100 представителей данного вида. Кондор является стервятником и питается мёртвыми животным, сам не убивая жертву, то есть в геральдике относится к животным с низким профилем. Кроме того кондор национальная птица Эквадора, Боливии, Чили и Аргентины.
- На гербе изображён гранат в память о Новой Гранаде, однако в стране данный средиземноморский фрукт не культивируется.
- Фригийский колпак греческого происхождения.
- Оливки или лавр — тоже из Средиземноморья.
- Перешеек Панамы больше не принадлежит Колумбии.

## Внешние ссылки
- Русская страница о национальных символах Колумбии Архивная копия от 8 ноября 2009 на Wayback Machine